# Gravellona Toce
Gravellona Toce es una localidad y comune italiana de la provincia de Verbano-Cusio-Ossola, región de Piamonte, con 7.755 habitantes.

## Evolución demográfica
| Gráfica de evolución demográfica de Gravellona Toce entre 1861 y 2001 |
|                                                                       |
| Fuente ISTAT - elaboración gráfica de Wikipedia                       |